# Maurice Chastanier
Maurice Chastanier, né le 27 juin 1931 à Athis-Mons et décédé le 22 mai 1982 à Paris 20e, était un joueur français international de handball évoluant au poste d'arrière gauche.
Sélectionné à 53 reprises en équipe de France entre 1952 et 1964, il en fut le capitaine de 1960 à 1964. Il fut élu meilleur joueur français en 1957 et 1962 et a d'ailleurs été nommé en juin 2002 dans l'élection du Sept de diamant récompensant les meilleurs joueurs français de tous les temps à chaque poste. En club, il a notamment évolué au Villemomble Handball ou encore avec l'ASP Police Paris.
Policier de formation, il est détaché à La Réunion une fois sa carrière de joueur achevée. Puis, il y est devenu cadre technique régional et a ainsi été l'un des instigateurs du développement du handball dans l'Ile qui apportera au handball français plusieurs grands joueurs tels que Jackson Richardson, Patrick Cazal, Daniel Narcisse, Nathalie Selambarom, Sonia Cendier ou Leila Duchmann.